# Saint-Martin-de-Villereglan
Saint-Martin-de-Villereglan település Franciaországban, Aude megyében. Lakosainak száma 386 fő (2022. január 1.). Saint-Martin-de-Villereglan Cépie, Gaja-et-Villedieu, Lauraguel, Limoux, Malviès, Montclar, Pieusse és Villarzel-du-Razès községekkel határos.

## Népesség
A település népessége az elmúlt években az alábbi módon változott:
| Lakosok száma | 227  | 190  | 223  | 315  | 371  | 379  | 363  | 361  | 370  | 386  |
|               | 1968 | 1982 | 1990 | 2006 | 2013 | 2015 | 2017 | 2019 | 2020 | 2022 |